# Kamień Śląski
Kamień Śląski (in tedesco Groß Stein) è una frazione polacca ricompresa nel territorio del comune di Gogolin, nel distretto di Krapkowice. Ha una popolazione di circa 1 500 abitanti.
È patria del santo domenicano Giacinto (1183-1257) e dell'ufficiale tedesco Hyazinth Graf Strachwitz (1893-1968).